# Бичхофен
Бичхофен (фр. Bitschhoffen) насеље је и општина у источној Француској у региону Алзас, у департману Доња Рајна која припада префектури Хагенау.
По подацима из 2011. године у општини је живело 458 становника, а густина насељености је износила 180,31 становника/km². Општина се простире на површини од 2,54 km². Налази се на средњој надморској висини од 195 метара (максималној 229 m, а минималној 173 m).

## Демографија
| 1962. | 1968. | 1975. | 1982. | 1990. | 1999. | 2011. |
| ----- | ----- | ----- | ----- | ----- | ----- | ----- |
| 323   | 362   | 412   | 425   | 399   | 416   | 458   |

График промене броја становника у току последњих година